# Calao à bec pâle
Lophoceros pallidirostris
Espèce
Statut de conservation UICN

 LC  : Préoccupation mineure
Le Calao à bec pâle (Lophoceros pallidirostris, anciennement Tockus pallidirostris) une espèce africaine d'oiseaux appartenant à la famille des Bucerotidae.

## Répartition

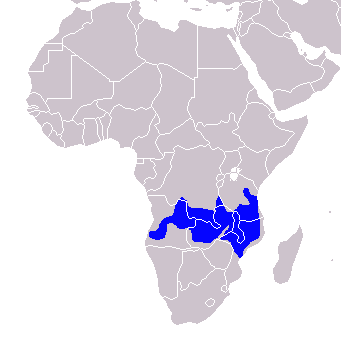
Aire de répartition de l'espèce (en bleu).

## Taxinomie
À la suite des travaux phylogéniques de Gonzalez et al. (2013), le Congrès ornithologique international (dans sa version 4.4, 2014) déplace cette espèce depuis le genre Tockus.

### Sous-espèces
D'après la classification de référence (version 5.1, 2015) du Congrès ornithologique international, cette espèce est constituée des sous-espèces suivantes (ordre phylogénique) :
- Lophoceros pallidirostris neumanni  Reichenow, 1894
- Lophoceros pallidirostris pallidirostris  (Hartlaub & Finsch) 1870